# Kais al Saadi
Kais al Saadi né le 6 novembre 1976, est un entraîneur allemand de hockey sur gazon de l'équipe nationale allemande.
Il a dirigé l'équipe allemande aux Jeux olympiques d'été de 2020,. Après les Jeux olympiques, son contrat n'a pas été prolongé.